# Trichonta obesa
Trichonta obesa är en tvåvingeart som beskrevs av Johannes Winnertz 1863. Trichonta obesa ingår i släktet Trichonta och familjen svampmyggor. Inga underarter finns listade i Catalogue of Life.